# إيليا أوشاكوف
إيليا أوشاكوف (10 مايو 1991 بروسيا البيضاء - ) هو لاعب كرة قدم بيلاروسي في مركز الوسط. لعب مع نادي مينسك وFC Kommunalnik Slonim ‏ وFC Minsk-2 ‏ وFC Slonim-2017 ‏ ونادي سمورجون.

## وصلات خارجية
- إيليا أوشاكوف على موقع قاعدة بيانات كرة القدم.إي يو (الإنجليزية)
- إيليا أوشاكوف على موقع Soccerway.com (الإنجليزية)